# Diogo de Macedo
Diogo Cândido de Macedo (Vila Nova de Gaia, 22 de Novembro de 1889 – Lisboa, 19 de Fevereiro de 1959) foi um escultor, museólogo e escritor português.
Destaca-se como um dos mais importantes escultores da primeira geração de artistas modernistas portugueses. Para além da criação artística, a sua acção cultural "teve um impacto particularmente decisivo no país, como um dos autores mais prolíferos sobre arte moderna e contemporânea, e enquanto comissário e museólogo, assumindo em 1944 a direcção do Museu Nacional de Arte Contemporânea até ao final da vida".

## Biografia / Obra

Torso de Mulher (ou Baigneuse), 1923, altura 100 cm

Teve como primeiro mestre o "escultor imaginário" Fernando Caldas, cuja oficina era vizinha da casa de Diogo de Macedo e com quem aprendeu os rudimentos do desenho e modelação. Em 1902, matriculou-se na Academia Portuense de Belas Artes mas fica reprovado por "desatenção ao estudo" e interrompe assim os seus estudos. Continua no entanto a frequentar a Escola Industrial Infante D. Henrique e em 1906 regressou à Academia em 1905, sendo aluno de Teixeira Lopes. Concluiu o curso em 1911 e nesse mesmo ano partiu para Paris a expensas da família. Frequentou as Academias de Montparnasse, nomeadamente a Académie de la Grande Chaumière, onde foi influenciado pelas aulas de Bourdelle; e frequentou durante alguns meses, a Escola Nacional de Belas Artes.
Regressa a Portugal em 1914; participa em diversas mostras coletivas, entre as quais a I Exposição de Humoristas e Modernistas (Porto, 1915) e a Exposição dos Fantasistas (Porto, 1916); expõe individualmente (Porto e Lisboa). Casa-se em 1919 e no ano seguinte fixa-se de novo em França.
A sua obra ficou sobretudo ligada à década de 1920, que viveu em Paris (1921-26), tendo exposto no Salon (1913, 1922, 1923). Na sua obra confluem referências diversificadas. "Romântico, obcecado por Rodin", interessado em Bourdelle, aproximou-se do expressionismo em muitas obras (monumento a Camões, 1911; busto de Camilo, 1913; etc.), noutras seria "um escultor puramente clássico" (cabeça de mulher, 1927; etc.) ou talvez mesmo académico (Monumento a Afonso de Albuquerque, 1930).
Na sua obra pode destacar-se Torso de Mulher (ou Baigneuse), 1923, onde está presente um "gosto expressivo mais essencialmente lírico" e que, segundo José-Augusto França, é uma das melhores obras de escultura do primeiro modernismo português.
Foi o animador de exposições de referência como Cinco Independentes, (em que participou, ao lado de Dórdio Gomes, Henrique Franco, Francisco Franco e Alfredo Miguéis bem como, por convite, Eduardo Viana, Almada Negreiros, Mily Possoz), SNBA 1923, e o I Salão dos Independentes, SNBA, 1930.
Em 1941, Diogo de Macedo enviuvou. A partir dessa data renunciaria voluntariamente à escultura, "por motivos de ordem íntima". Entre as suas últimas obras pode destacar-se o conjunto de quatro Tágides para a Fonte Monumental da Alameda D. Afonso Henriques. Em 1944 foi nomeado director do Museu Nacional de Arte Contemporânea, cargo que exerceu até à data da sua morte. Voltaria, no entanto, a apresentar obras suas, em mostras nacionais e internacionais, nomeadamente na Bienal de Veneza (1950) ou no Pavilhão Português da Exposição Internacional de Bruxelas (1958).
Em 1946 casa em segundas núpcias. Dois anos depois faz uma viagem a Angola e Moçambique, no decurso da qual profere conferências e organiza duas exposições de arte portuguesa. Visita o Brasil durante 4 meses em 1950 (conferência sobre Soares dos Reis, Casa do Porto, Rio de Janeiro).
Ao longo dos anos fez conferências, comissariou exposições, prefaciou catálogos, foi autor de livros e monografias sobre arte, entre as quais: Columbano (Artis, 1952); Mário Eloy (Artis, 1958); Machado de Castro (Artis, 1958). Da sua actividade no domínio da escrita deixou ainda um extenso legado de artigos, publicados em jornais e revistas, portuguesas e estrangeiras, entre as quais: Boletim da Academia Nacional de Belas-Artes, Ocidente, The Connoisseur, Contemporânea, Panorama.
Outras colaborações: II série da revista Alma nova (1915-1918), Atlântida (1915-1920), Miau!  (1916), O riso d'a vitória iniciado em 1919, Mundo Literário (1946-1947), Mocidade Portuguesa Feminina: boletim mensal (1939-1947), Mundo Gráfico (1940-1941), Prisma (1936-1941), Atlântico  e Litoral (1944-1945).
Expôs individualmente na Galeria da Misericórdia, Porto, na Liga Naval, Lisboa, no Salão Bobone, Lisboa (1928), etc. Em 1960 o Secretariado Nacional de Informação organizou uma exposição antológica da sua obra.
Está representado em coleções públicas e privadas, nomeadamente: Museu do Chiado, Lisboa; Centro de Arte Moderna José de Azeredo Perdigão, Fundação Calouste Gulbenkian, Lisboa; Museu de José Malhoa, Caldas da Rainha; Museu do Abade de Baçal, Bragança; Museu Grão Vasco, Viseu; Museu Nacional de Soares dos Reis, Porto; etc.
Em sua homenagem, em 1995 a Escola Secundária de Olival, Vila Nova de Gaia, passou a designar-se Escola Secundária Diogo de Macedo. Na mesma linha, em 2012, por integração desta escola secundária em agrupamento, foi constituído o Agrupamento de Escolas Diogo de Macedo (pertencente à rede de agrupamentos do Ministério da Educação e Ciência); este Agrupamento apresenta ao público, com regularidade, exposições de trabalhos realizados por artistas plásticos diversos, na sua própria Galeria de Arte Diogo de Macedo.

## Algumas obras
A sua obra inclui inúmeras esculturas, desenhos, gravuras. Esculpiu bustos de Camilo Castelo Branco (1913), Antero de Quental (1929), Sarah Afonso (1927), António Botto (1928), Mário Eloy (1932), etc. 
Entre as suas obras em espaços públicos podem destacar-se: monumento a Antero de Quental, 1929 (Parque da Cidade Dr. Manuel Braga, Coimbra); monumento a Afonso de Albuquerque, 1930 (Jardim do Palácio de Cristal, Porto); monumento a Fialho de Almeida, 1931 (Vila de Frades, Alentejo); esculturas no pórtico do Museu Nacional de Arte Antiga, Lisboa, 1939; 5 esculturas para a Fonte Monumental, Alameda Dom Afonso Henriques, Lisboa, 1940 (Tejo e 4 Tágides); etc.

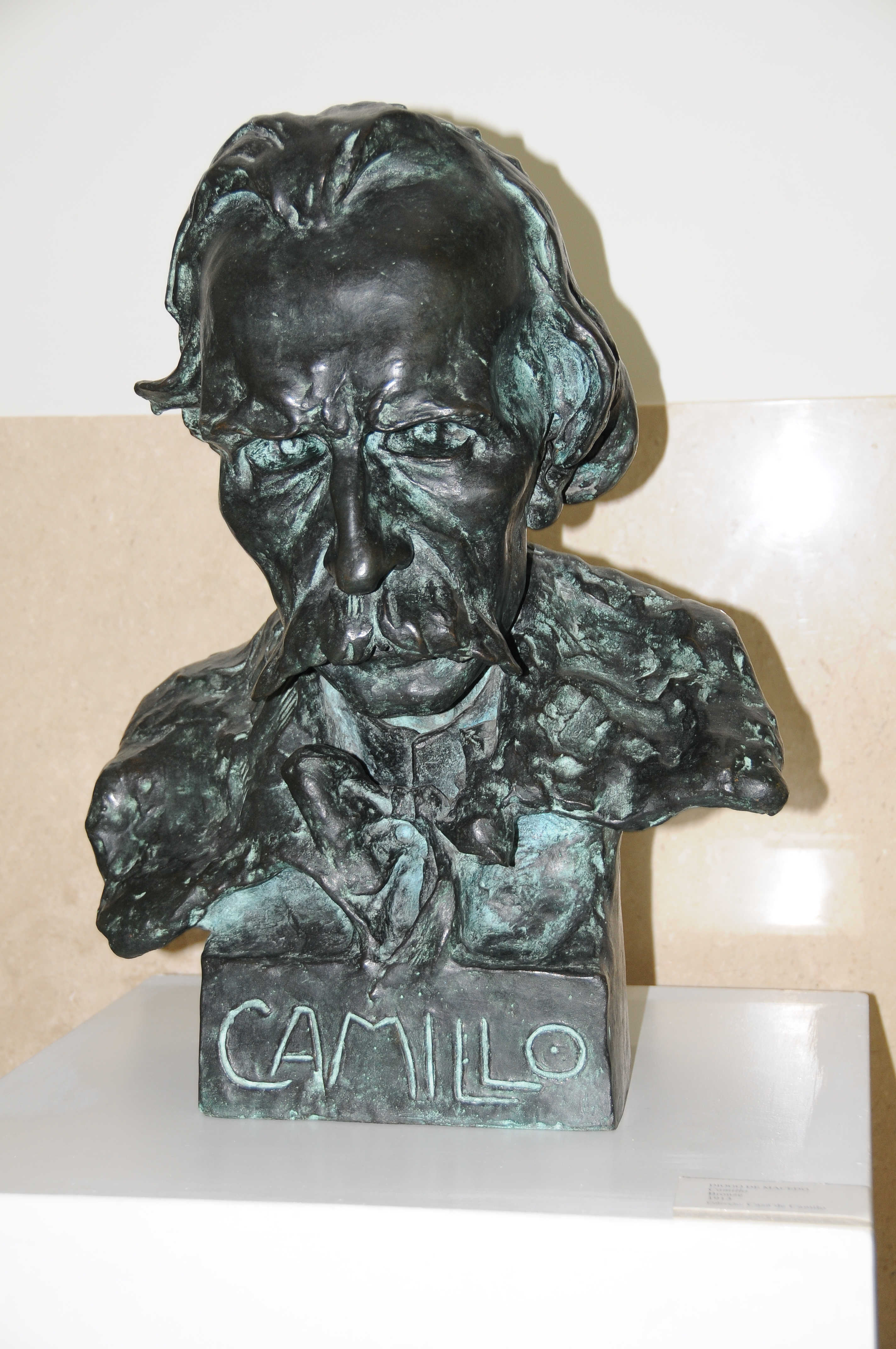
Camillo, 1913
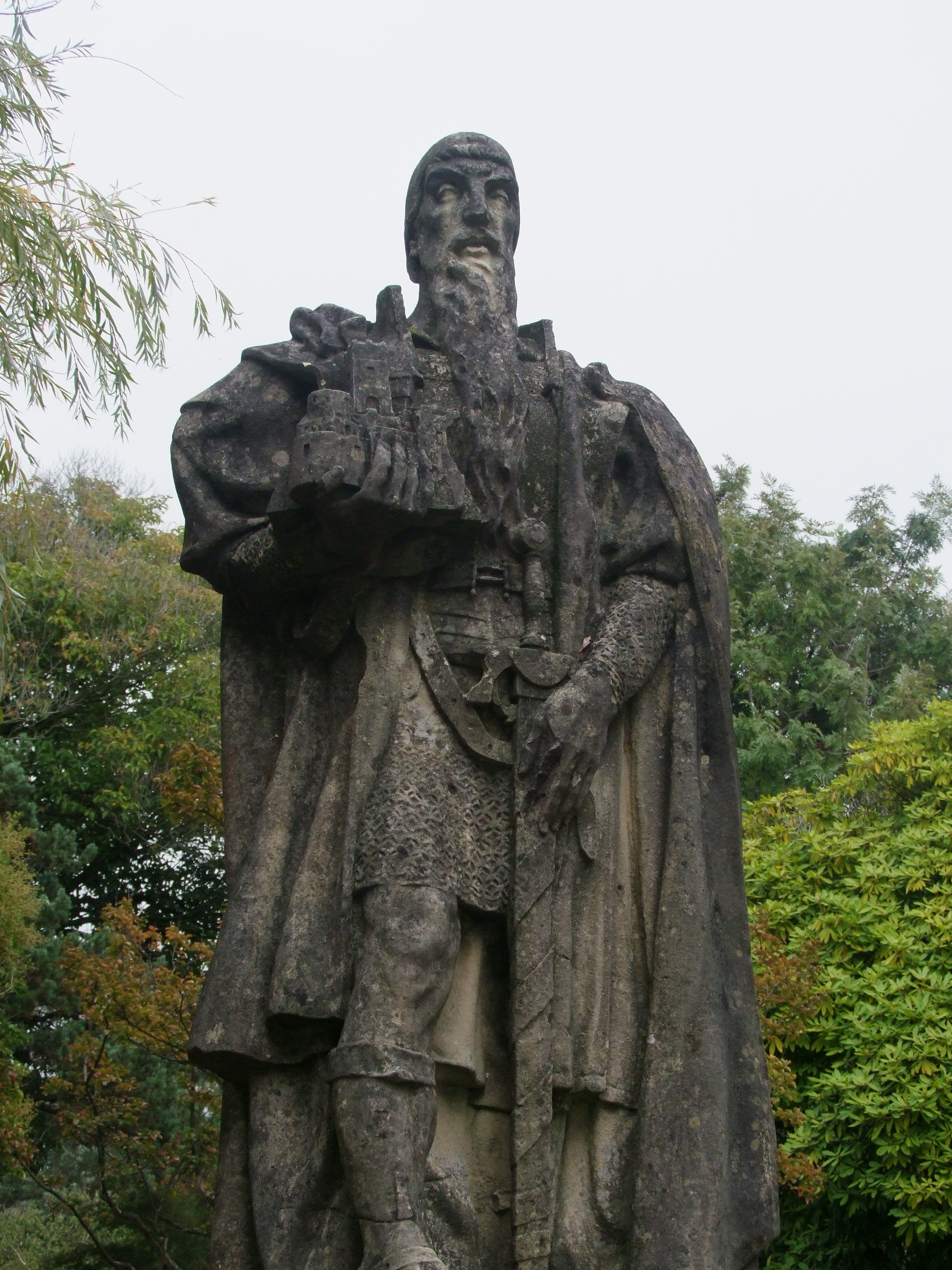
Afonso de Albuquerque, 1930
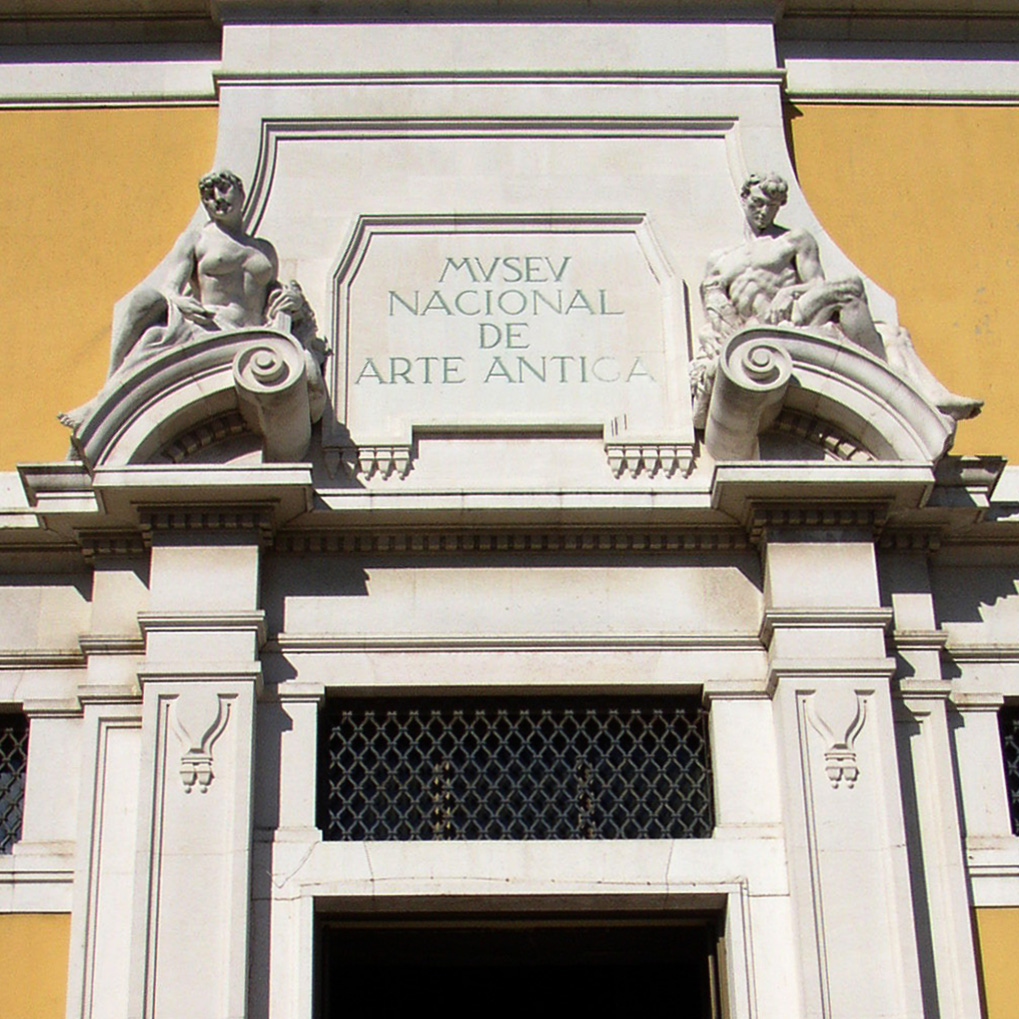
Escultura e Pintura, 1939, pórtico do Museu Nacional de Arte Antiga

### Fonte Monumental, Lisboa

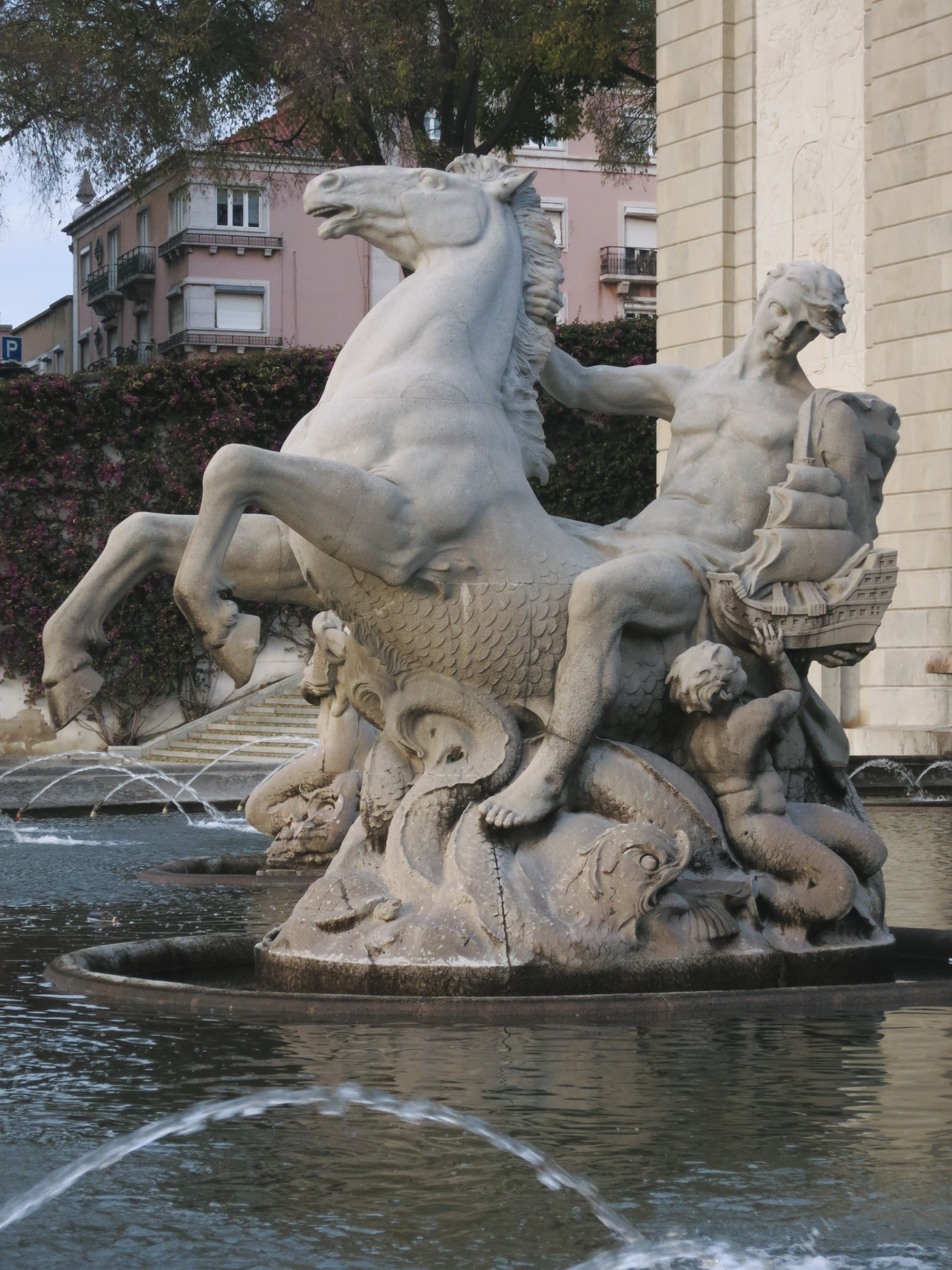
Tejo, 1940
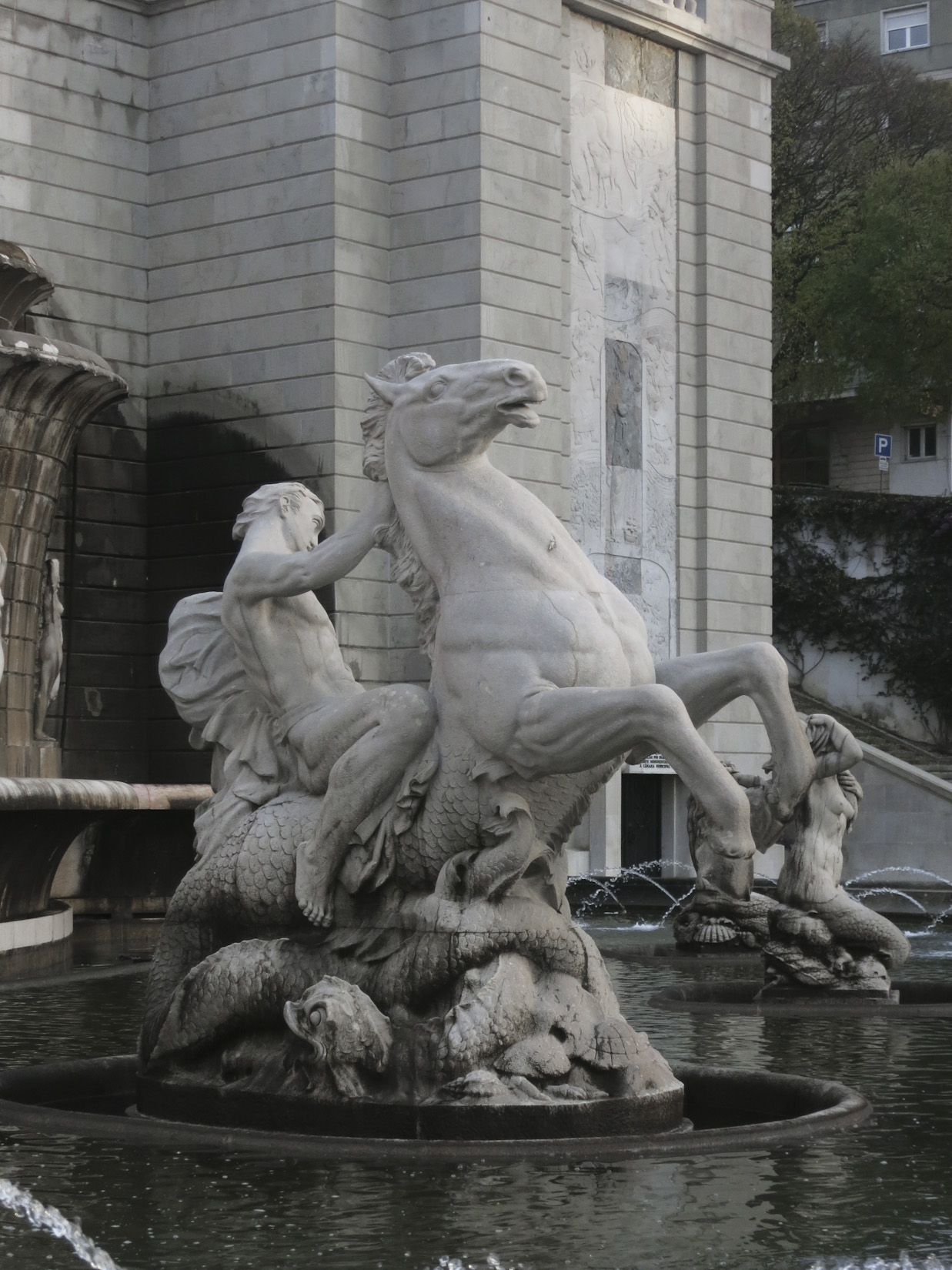
Tejo, 1940
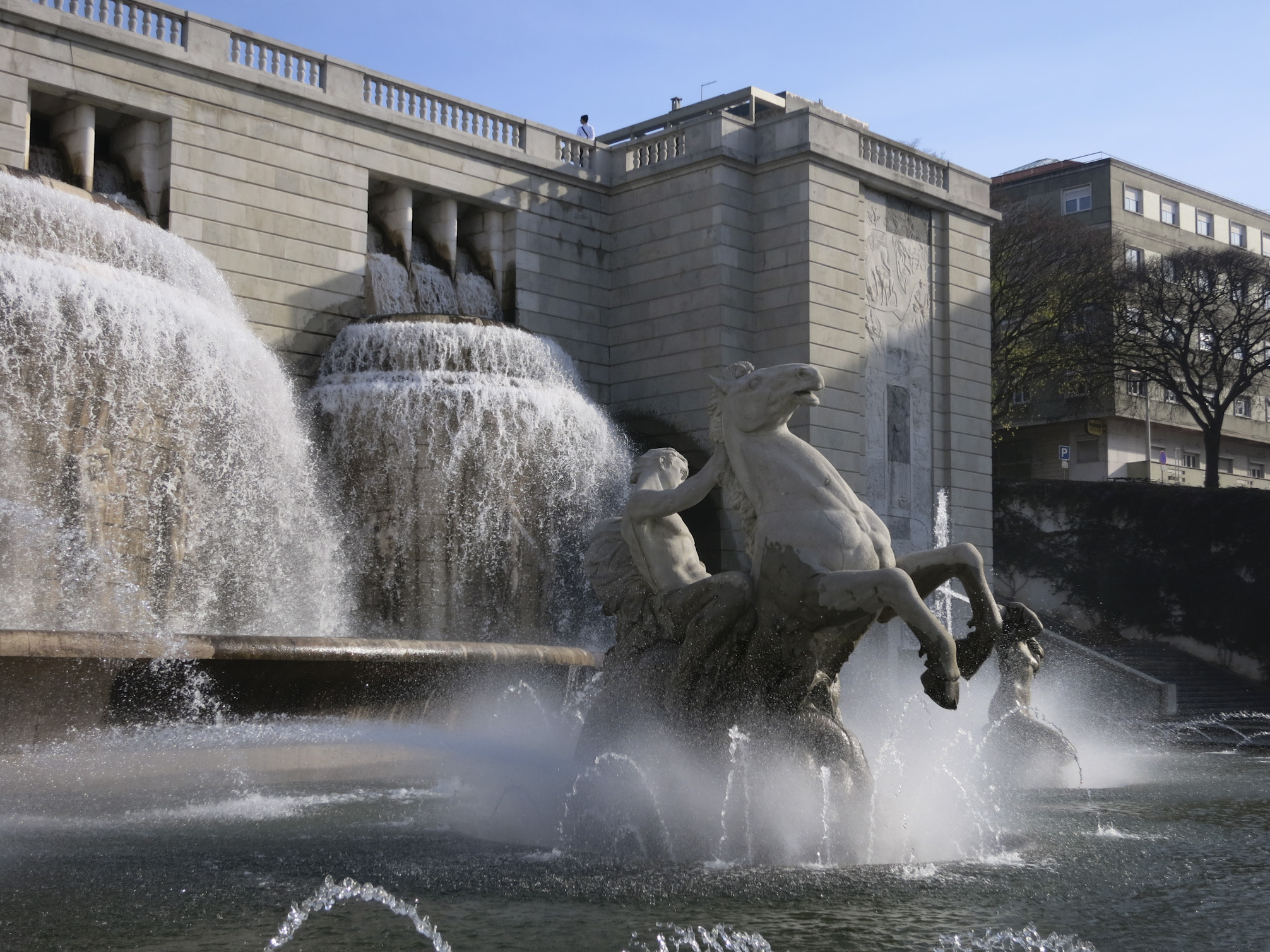
Tejo, 1940
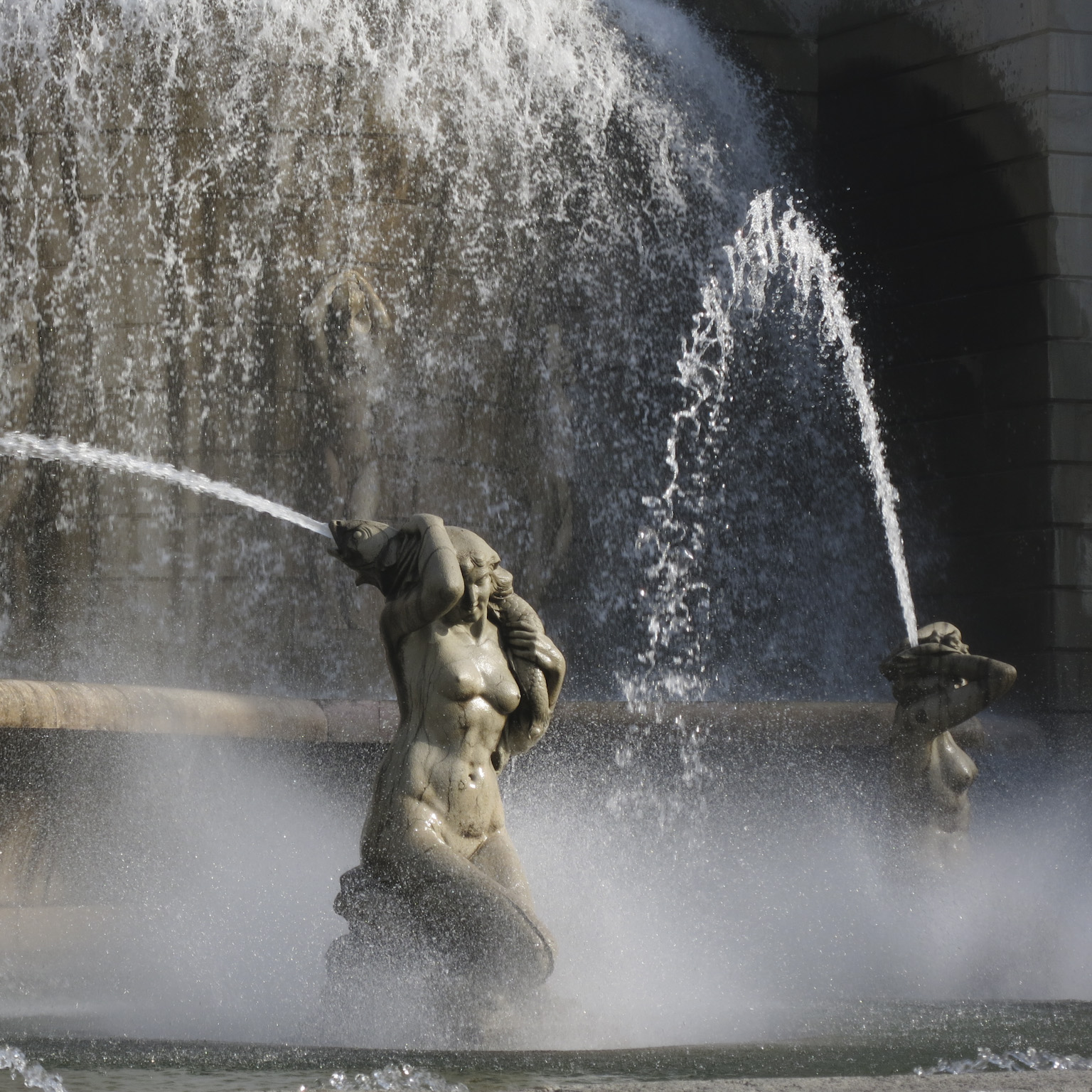
Tágide, 1940
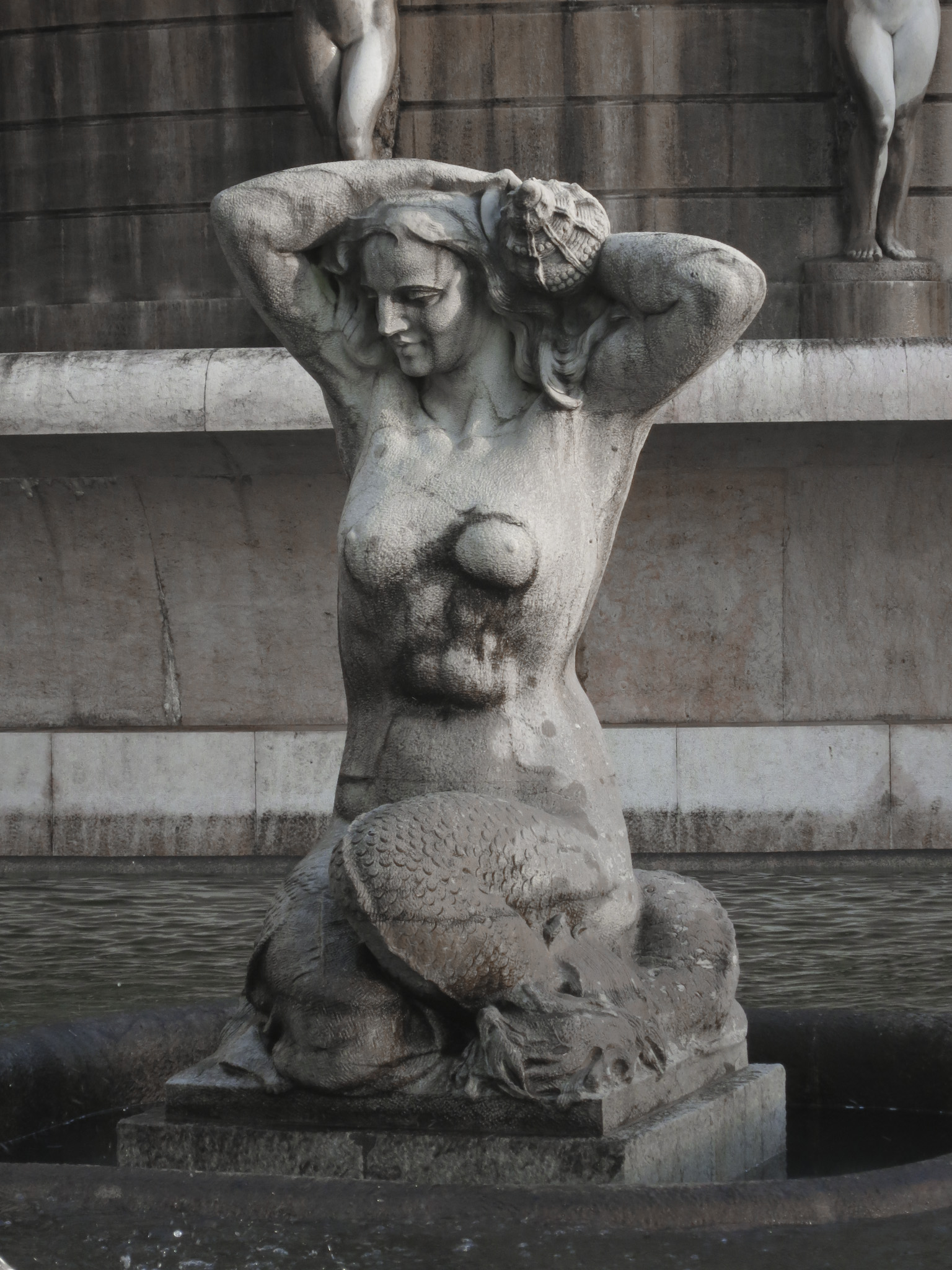
Tágide, 1940
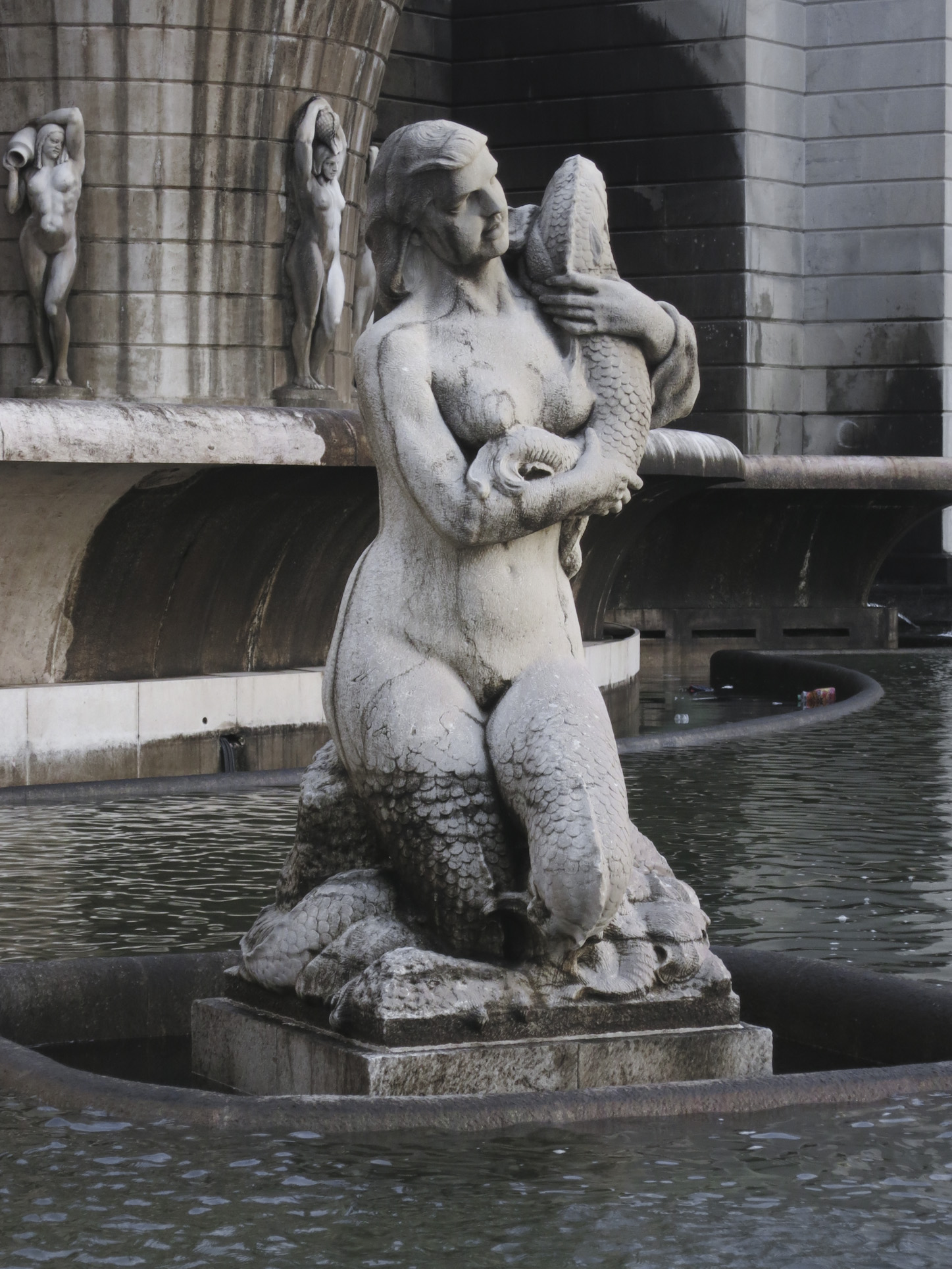
Tágide, 1940
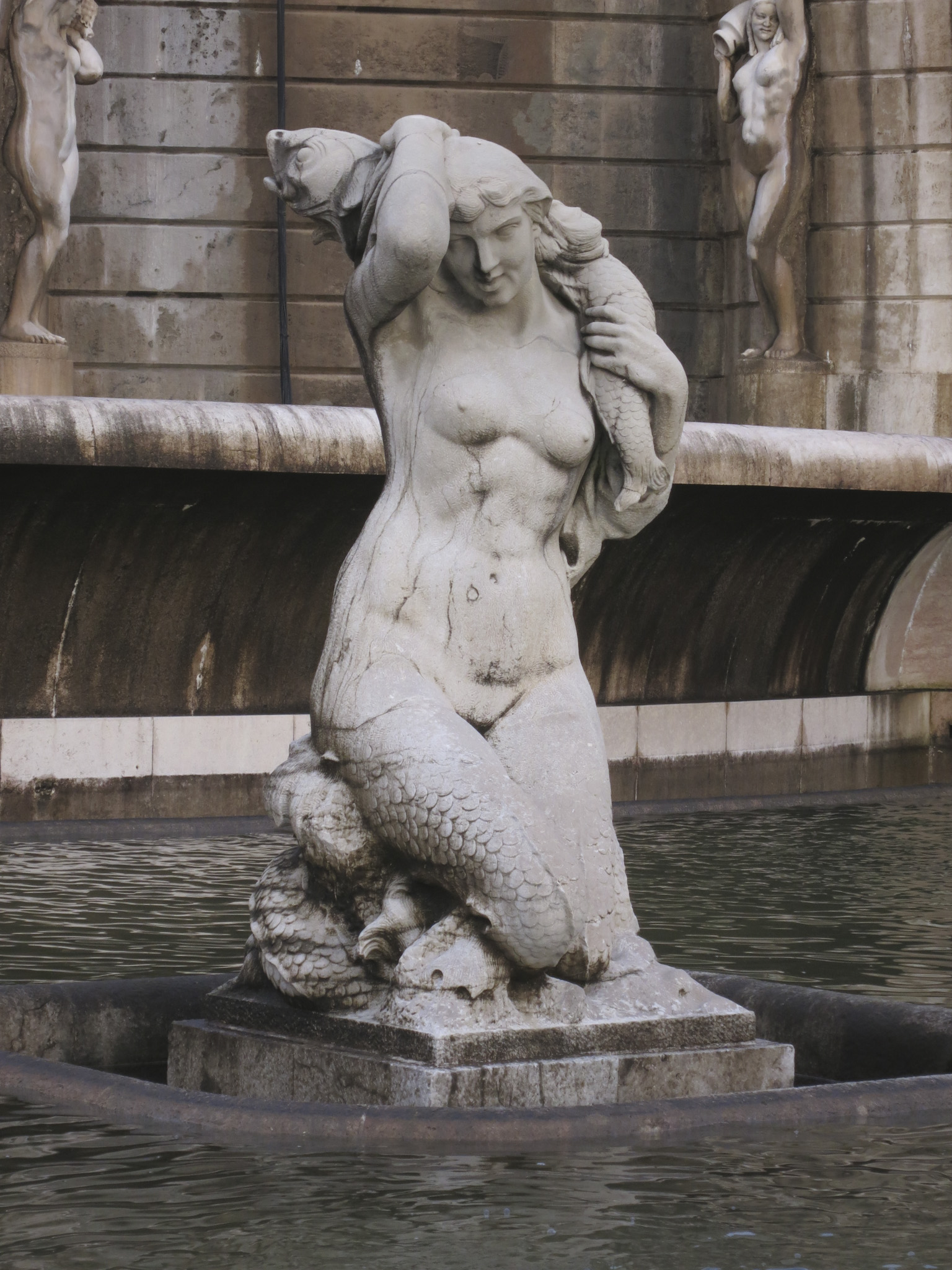
Tágide, 1940
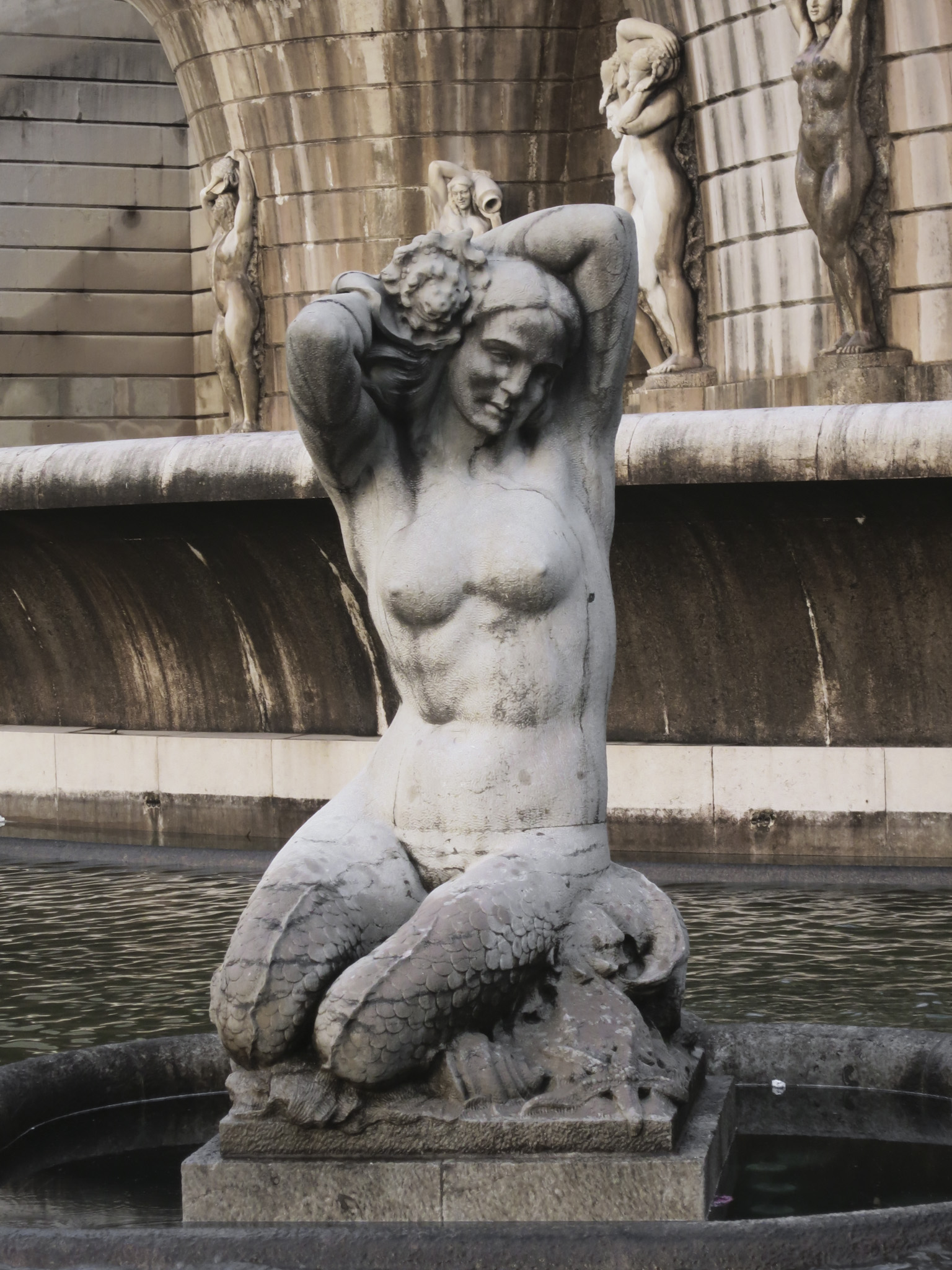
Tágide, 1940